# Hermann Oehling
Hermann (o Hernán) Oehling Ruiz (Granada, 15 de abril de 1940 - Madrid, 7 de junio de 1997) fue un jurista, profesor universitario y político español.

## Biografía
Nació en abril de 1940 en la ciudad de Granada.
Colaborador de GODSA, fue durante la Transición uno de los impulsores del protopartido Reforma Democrática. Precursor del conjunto de teorías que defendían la figura de un «Ejército redentor», su obra fue una de las más utilizadas por la prensa de extrema derecha, de forma singular El Alcázar, para defender el rol intervencionista del ejército. Número 26 de la candidatura de la coalición electoral entre Alianza Popular, el Partido Demócrata Popular y la Unión Liberal (AP-PDP-UDL) para las elecciones a la Asamblea de Madrid del 8 de mayo de 1983, resultó elegido diputado, desempeñando el cargo integrado dentro del Grupo Parlamentario Popular en la i legislatura de la cámara. Presidente de la Asociación Atlántica Española, falleció en Madrid el 7 de junio de 1997 a la edad de 57 años; fue enterrado en Granada.

## Obras
Autor
- — (1967). La Función Política del Ejército. Madrid: Instituto de Estudios Políticos.[9]
- — (1996). La desintegración constitucional del Estado soviético. Madrid: Tecnos.[10]

Editor
- La defensa de España ante el siglo XXI. Madrid: Fundación Cánovas del Castillo. 1997.[11]